# دوبرومیر ژچیف
دوبرومیر ژچیف (بلغاری: Добромир Георгиев Жечев؛ زادهٔ ۱۲ نوامبر ۱۹۴۲) یک بازیکن فوتبال اهل بلغارستان است.
از باشگاه‌هایی که در آن بازی کرده‌است می‌توان به باشگاه فوتبال لفسکی صوفیه اشاره کرد.
وی همچنین در تیم ملی فوتبال بلغارستان بازی کرده‌است.